# Dębogórze-Wybudowanie
Dębogórze-Wybudowanie – wieś w województwie pomorskim, w powiecie puckim, w gminie Kosakowo.
Do 2023 miejscowość była częścią wsi Dębogórze.
Na obszarze Dębogórza-Wybudowania znajdują się: duża oczyszczalnia ścieków (dla Gdyni, Rumi, Redy i Wejherowa) i baza paliw Naftobazy. Obecnie realizowana jest inwestycja pod nazwą „Podziemne Magazyny Gazu Kosakowo”.
Miejscowość skomunikowana jest z Rumią komunikacją miejską (linia nr 86).

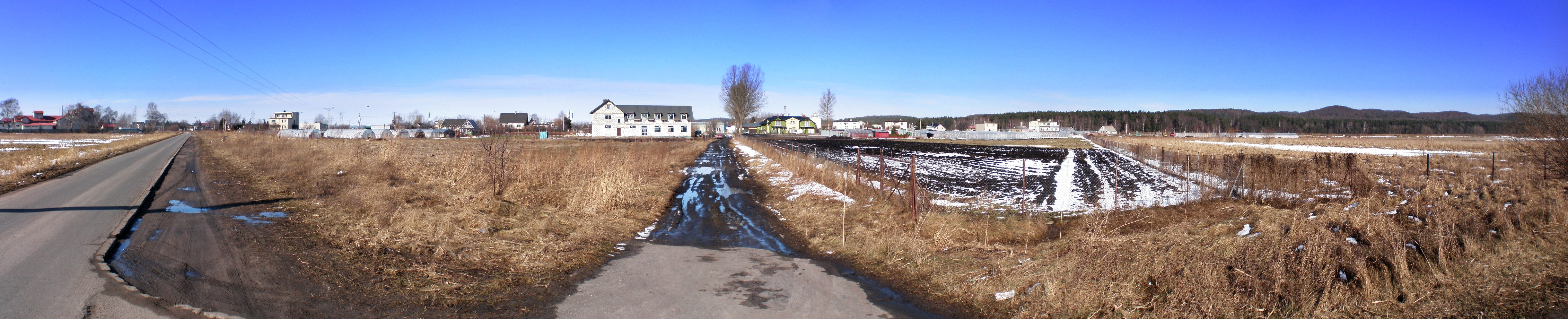
Dębogórze-Wybudowanie, widok od strony ul. Łąkowej